# Dolenc
Dolenc je 58. najbolj pogost priimek v Sloveniji, ki ga je po podatkih Statističnega urada Republike Slovenije na dan 1. januarja 2024 uporabljalo 1.653 oseb. Največ ljudi s tem priimkom, 552, živi v Gorenjski statistični regiji, kjer je priimek po pogostnosti uvrščen na 16. mesto.

## Znani nosilci priimka
- Andreja Dolenc Vičič (*1955), arheologinja
- Anja Dolenc (1936–2013), kostumografka in oblikovalka lutk
- Anton Dolenc (razločitev), ime več oseb
- Barbara Dolenc, kognitivna psihologinja
- Blaž Dolenc (* 1993), igralec
- Bogdan Dolenc (* 1953), teolog, pedagog, eksorcist
- Bojan Dolenc (* 1949), pravnik, vrhovni sodnik
- Božidar Dolenc (1950–2008), fotograf
- Božidar Dolenc, pisatelj
- Darko Dolenc (* 1955), kemik, univ. prof.
- Domen Dolenc, fotograf
- Ervin Dolenc (1960–2009), zgodovinar
- Eva Dolenc, alpinistka
- Franc Dolenc (1869–1938), industrialec, gospodarstvenik, trgovec, lovec, Sokol
- Franci Dolenc (1904–1989), kemik, pirotehnik-gasilec
- Gregor Dolenc (* 1941), mednarodni ekonomist, bančnik
- Hinko Dolenc, fotograf
- Igor Dolenc (* 1941), slikar, grafik
- Ivan Dolenc (1776–1852), izdelovalec godal
- Ivan Dolenc (1889–1968), podobar in pozlatar
- Ivan Dolenc (1927–2006), novinar, pisatelj, prevajalec, kritik, kulturni delavec
- Iztok Dolenc (* 1962), kemik
- Jakob Dolenc (1902–1982), član TIGR
- Jana Dolenc (* 1964), slikarka, ilustratorka
- Janez Dolenc (1908–1974), gradbenik, prometni strok.
- Janez Dolenc (1926–2012), literarni zgodovinar, folklorist in pedagog
- Janko Dolenc (1921–1999), kipar, rezbar in slikar samouk
- Josip Dolenc (1910–1945?), protifašist, primorski padalec
- Jože Dolenc (1912–1994), prevajalec, publicist in urednik
- Jure Dolenc (George Dolenz, 1908–1963), igralec
- Leja Dolenc Grošelj (* 1968), zdravnica nevrofiziologinja, strokovnjakinja za motnje spanja
- Marjan Dolenc (1919–2013), geolog
- Marjan Dolenc (1930–1981), ekonomist in politik
- Marko Dolenc (* 1972), biatlonec
- Martin Dolenc (* 2000), hrvaški kajtar
- Mate Dolenc (* 1945), pisatelj, prevajalec in podvodni ribič
- Mateja Dolenc Voljč, zdravnica dermatovenerologinja
- Matevž Dolenc (* 1969), gradbeni informatik
- Matija Dolenc (1810–1876), pravnik, odvetnik, narodni delavec na Dunaju
- Matjaž Dolenc, alpinist
- Melita Osojnik (r. Dolenc) (* 1958), pevka...
- Metod Dolenc (1875–1941), teoretik prava, univerzitetni profesor, akademik
- Milan Dolenc (1907–1993), veterinar
- Mile Dolenc, dr. prava, vrhovni sodnik
- Nataša Dolenc (* 1940), televizijska napovedovalka, moderatorka
- Nataša Dolenc, svetovalka za nacionalno varnost predsednice RS
- Oskar Karel Dolenc (* 1938), fotograf, pedagog in organizator
- Pavel Dolenc (1942–2018), pravnik, tožilec; vrhovni sodnik
- Pavel Dolenc (* 1968), skladatelj, glasbeni pedagog
- Polde Dolenc (* 1931), arhitekt, maratonec
- Primož Dolenc (* 1976), ekonomist, strok. za finance, namestnik guvernerja BS, prof. Katoliškega intituta
- Rihard Dolenc (1849–1919), šolnik, sadjar in vinogradnik
- Sašo Dolenc (* 1973), fizik in filozof znanosti, publicist
- Sergej Dolenc (1931–2020), tonski mojster/akustik, muzikolog, programski vodja Cankarjevega doma
- Stanislav Dolenc (1927–1995), tekstilni gospodarstvenik
- Tatjana Dolenc Veličković (* 1939), zdravnica ortopedinja, plavalka, častna meščanka Kranja
- Veno Dolenc (* 1951), glasbenik, slikar, pesnik
- Viktor Dolenc (1841–1887), politik, podjetnik, časnikar
- Viktorija (Milena) Dolenc Gollmayer (1876–1949), operna pevka mezzosopranistka
- Vinko Dolenc (1940–2025), nevrokirurg, profesor, akademik
- Vladimir Dolenc (1907–2000), kemik
- Zvezdana Dolenc Stražar, zdravnica